# Amblyseius gramineous
Amblyseius gramineous är en spindeldjursart som beskrevs av Wu, Lan och Zhang 1992. Amblyseius gramineous ingår i släktet Amblyseius och familjen Phytoseiidae. Inga underarter finns listade i Catalogue of Life.